# R. Clark Jones
Robert Clark Jones (* 30. Juni 1916 in Toledo, Ohio; † 26. April 2004) war ein US-amerikanischer Physiker und auf dem Gebiet der Optik tätig.
Jones studierte an der Harvard University und erhielt seinen PhD-Titel 1941. Bis 1944 arbeitete er bei den Bell Labs, danach bis 1982 bei Polaroid.
In einer Reihe von Veröffentlichungen zwischen 1941 und 1956 arbeitete er eine mathematische Methode zur Beschreibung polarisierten Lichts aus: die Jones-Vektoren.

## Ehrungen
- 1944 Adolph Lomb Medal
- 1955 Mitglied der American Academy of Arts and Sciences
- 1972 Frederic Ives Medal (Optical Society of America)
- 1977 Young-Medaille
- 1989 Dennis Gabor Award (SPIE)
- 2004 G. G. Stokes Award für sein Lebenswerk (SPIE)

| Personendaten    | Personendaten              |
| ---------------- | -------------------------- |
| NAME             | Jones, R. Clark            |
| ALTERNATIVNAMEN  | Jones, Robert Clark        |
| KURZBESCHREIBUNG | US-amerikanischer Physiker |
| GEBURTSDATUM     | 30. Juni 1916              |
| GEBURTSORT       | Toledo, Ohio               |
| STERBEDATUM      | 26. April 2004             |